# 宮古島台風
宮古島台風（みやこじまたいふう、昭和34年台風第14号、国際名：サラ/Sarah）は、1959年9月にアメリカ統治下の沖縄県宮古島付近を通過し、同島に大きな被害を与えた台風である。後の1966年・1968年にも宮古島に台風が襲来したことから、第1宮古島台風とも呼ばれる。

## 概要

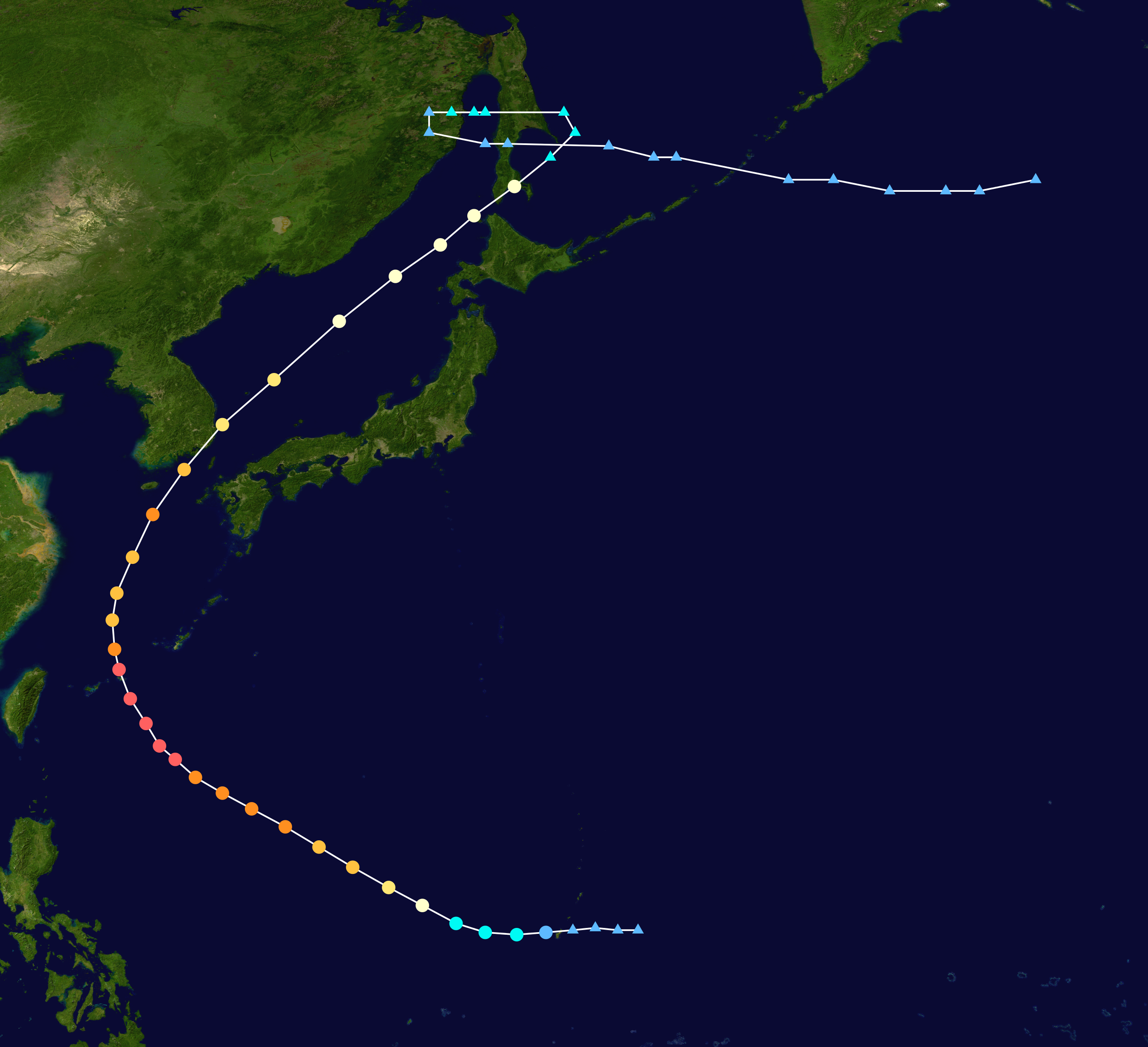
宮古島台風の進路図

1959年9月12日、マリアナ諸島付近で発生した熱帯低気圧がグアム島沖（北緯13度5分・東経141度6分）で台風14号に昇格。14号は発達しながら西北西に進んで、15日19時頃には中心気圧905 hpaの猛烈な勢力で宮古島を通過した。その後は東シナ海を北上した後に対馬海峡を抜けて、韓国の慶尚南道付近に上陸・通過。そして日本海へ進み、18日夜には宗谷海峡付近を通過し、19日9時に温帯低気圧に変わった。
宮古島測候所（沖縄県平良市）では最大風速53.0m/s（最大瞬間風速64.8m/s）に加えて、最低気圧908.1mb（hPa）を観測し、1934年の室戸台風の際に記録された911.6ミリバールを更新する、日本国内での記録となった。この記録は、後に1977年に沖永良部台風によってさらに更新された（907.3ヘクトパスカル）。
| 順位 | 名称                               | 国際名   | 中心気圧（hPa） | 観測年月日                | 観測地点           |
| ---- | ---------------------------------- | -------- | --------------- | ------------------------- | ------------------ |
| 1    | 沖永良部台風 （昭和52年台風第9号） | Babe     | 907.3           | 1977年（昭和52年）9月9日  | 沖永良部（鹿児島） |
| 2    | 宮古島台風 （昭和34年台風第14号）  | Sarah    | 908.1           | 1959年（昭和34年）9月15日 | 宮古島（沖縄）     |
| 3    | 室戸台風                           | -        | 911.6           | 1934年（昭和9年）9月21日  | 室戸岬（高知）     |
| 4    | 平成15年台風第14号                 | Maemi    | 912.0           | 2003年（平成15年）9月11日 | 宮古島（沖縄）     |
| 5    | 枕崎台風 （昭和20年台風第16号）    | Ida      | 916.1           | 1945年（昭和20年）9月17日 | 枕崎（鹿児島）     |
| 6    | 第2室戸台風 （昭和36年台風第18号） | Nancy    | 918.0           | 1961年（昭和36年）9月15日 | 名瀬（鹿児島）     |
| 7    | 昭和5年8月の台風 （名称なし）      | -        | 922.0           | 1930年（昭和5年）8月9日   | 南大東島（沖縄）   |
| 8    | 昭和38年台風第14号                 | Gloria   | 923.5           | 1963年（昭和38年）9月10日 | 石垣島（沖縄）     |
| 9    | 平成18年台風第13号                 | Shanshan | 923.8           | 2006年（平成18年）9月16日 | 西表島（沖縄）     |
| 10   | 平成16年台風第18号                 | Songda   | 924.4           | 2004年（平成16年）9月5日  | 名護（沖縄）       |

## 名称
米国統治下にあった琉球政府の琉球気象台は、この台風を「宮古島台風」と命名した。また、日本の気象庁は、1966年9月に宮古島近海を通過して大被害を出した昭和41年台風第18号を「宮古島台風」と命名しようとしたが、琉球気象庁の申し入れにより「第2宮古島台風」と命名することとし、同時にこの台風（昭和34年台風第14号）をさかのぼって「宮古島台風」と命名した。
| 気象庁命名           | 名称               | 国際名  | 年     |
| -------------------- | ------------------ | ------- | ------ |
| 洞爺丸台風           | 昭和29年台風第15号 | Marie   | 1954年 |
| 狩野川台風           | 昭和33年台風第22号 | Ida     | 1958年 |
| 宮古島台風           | 昭和34年台風第14号 | Sarah   | 1959年 |
| 伊勢湾台風           | 昭和34年台風第15号 | Vera    | 1959年 |
| 第2室戸台風          | 昭和36年台風第18号 | Nancy   | 1961年 |
| 第2宮古島台風        | 昭和41年台風第18号 | Cora    | 1966年 |
| 第3宮古島台風        | 昭和43年台風第16号 | Della   | 1968年 |
| 沖永良部台風         | 昭和52年台風第9号  | Babe    | 1977年 |
| 令和元年房総半島台風 | 令和元年台風第15号 | Faxai   | 2019年 |
| 令和元年東日本台風   | 令和元年台風第19号 | Hagibis | 2019年 |

## 被害
宮古島では島の7割の住家が損壊した。この台風は暴風域が広く、九州や北海道では25m/sを超える強風が吹いたため、長崎県や北海道を中心に波浪や高潮による浸害水や船舶被害が大きかった。例えば、青函連絡船「摩周丸」は遭難寸前となった。
韓国全土では948人の死者・行方不明者が出た。この数は2020年8月現在もなお台風による最大の犠牲者数となっている。台風通過時に釜山市で観測された最低気圧951.5hPaは、朝鮮半島で近代的な気象観測が始まって以来、半島本土で計測された最低の気圧で、2021年現在でも破られていない。